# Channichthyidae
De hvidblodede isfisk (Channichthyidae) er en familie af pigfinnefisk (perciformes), der udelukkende findes i koldt vand omkring Antarktis og det sydlige Sydamerika. De er unikke ved at have næsten farveløst blod.
|  | I nogle sammenhænge, f.eks. handel og fiskeri bruges Isfisk som betegnelse for hele underordenen Notothenioidei, der også indeholder fisk med almindeligt rødt blod |
Isfiskenes blod er farveløst fordi det næsten ikke indeholder hæmoglobin eller røde blodlegemer. Alle andre hvirveldyr har store mængder hæmoglobin i blodet, der gør blodet i stand til at transportere store mængder ilt, som bindes til hæmoglobin-molekylerne. I stedet klarer isfiskene sig med den ilt, der er fysisk opløst i blodet. At de er i stand til at overleve uden et ilttransporterende molekyle skyldes tre væsentlige forhold:
- Ilts fysiske opløselighed i vand er langt højere ved temperaturer omkring frysepunktet end ved højere temperaturer
- Fiskenes stofskifte og dermed iltforbrug er meget lavt på grund af den lave temperatur og deres måde at leve på. Isfisk bevæger sig meget lidt, men sidder i stedet ubevægeligt på bunden og venter på bytte, der kommer forbi.
- Isfisk har meget store mængder blod i kroppen og deres hjerte er langt større end hos andre fisk.

Fraværet af hæmoglobin hos isfisk er sandsynligvis ikke en tilpasning til det kolde antarktiske vand, idet de ovennævnte tilpasninger er nødvendige for at kunne klare sig uden hæmoglobin er meget omfattende. Der er snarere tale om at forfædre til moderne isfisk, på grund af det meget kolde vand og dermed høje opløselighed af ilt, har været i stand til at klare sig på trods af en mutation i deres genom, der har ødelagt generne for hæmoglobin.